# Doctor Mora
Doctor Mora är en kommunhuvudort i Mexiko.   Den ligger i kommunen Doctor Mora och delstaten Guanajuato, i den centrala delen av landet, 230 km nordväst om huvudstaden Mexico City. Doctor Mora ligger 2 129 meter över havet och antalet invånare är 5 140.
Terrängen runt Doctor Mora är platt åt sydväst, men åt nordost är den kuperad. Runt Doctor Mora är det ganska glesbefolkat, med 36 invånare per kvadratkilometer. Närmaste större samhälle är San José Iturbide, 17,0 km söder om Doctor Mora. Trakten runt Doctor Mora består i huvudsak av gräsmarker.